# Ekonomska i ekohistorija
Ekonomska i ekohistorija je godišnjak Društva za hrvatsku ekonomsku povijest i ekohistoriju.

## Povijest
Časopis Ekonomska i ekohistorija je osnovan 2005. godine kada je objavljen prvi broj. Nakladnici su Društvo za hrvatsku ekonomsku povijest i ekohistoriju (Zagreb) te nakladnička kuća "Meridijani" iz Samobora. Suizdavači su Sekcija za gospodarsku povijest Hrvatskog nacionalnog odbora za povijesne znanosti i Međunarodni istraživački projekt "Triplex Confinium - Hrvatska višegraničja u euromediteranskom kontekstu", Zavoda za hrvatsku povijest Filozofskog fakulteta Sveučilišta u Zagrebu.

## Sadržaj
Časopis objavljuje radove iz područja povijesti, ekonomije, sociologije, socijalne geografije i demografije. Glavni urednici su Drago Roksandić i Hrvoje Petrić. Članovi uredništva su Mira Kolar-Dimitrijević, Dragutin Feletar, Željko Holjevac, Dubravka Mlinarić, Nenad Moačanin, Mirela Slukan Altić i Ivica Šute.

## Vanjske poveznice
Mrežna mjesta
- Ekonomska i ekohistorija na Hrčku